# SMS Erzherzog Franz Ferdinand
Az SMS Erzherzog Franz Ferdinand az Osztrák–Magyar Monarchia Radetzky-osztályú csatahajója volt. Nevét Ferenc Ferdinánd trónörökösről kapta. Osztályából elsőként készült el, testvérhajói a Radetzky és Zrínyi voltak. Fő fegyverzetét négy darab, két lövegtoronyba osztott, 30,5 cm kaliberű ágyú alkotta, amit 8 db 24 cm-es ágyú egészített ki. Tervei még azelőtt készültek, hogy a hadihajó építést forradalmasító Dreadnought brit csatahajó megépült volna, ezért konstrukciójában átmenetnek számított a pre-dreadnought és az új típusú hajók között. Az Erzherzog Franz Ferdinand elkészültét hátráltatta, hogy egy vihar során leszakadt horgonyáról, sokáig sodródott és fenéklemezei megsérültek.
Az első világháború előtt a Földközi-tengeren hajtott végre a Monarchia jelenlétét demonstráló utakat. Részt vett az 1913-as balkáni háború elleni nemzetközi tiltakozó akcióban; ezen belül a Montenegrói Királyság blokádjában. Egyike volt az első hajóknak amelyek hidroplánokat használtak fel katonai célra. Az első világháborúban fedezte a földközi-tengeri német hajóraj (a Goeben és Breslau) Isztambulba menekülését, 1915-ben pedig részt vett Ancona lövetésében. A háború végén átadták Olaszországnak és 1926-ban lebontották.

## Konstrukciója

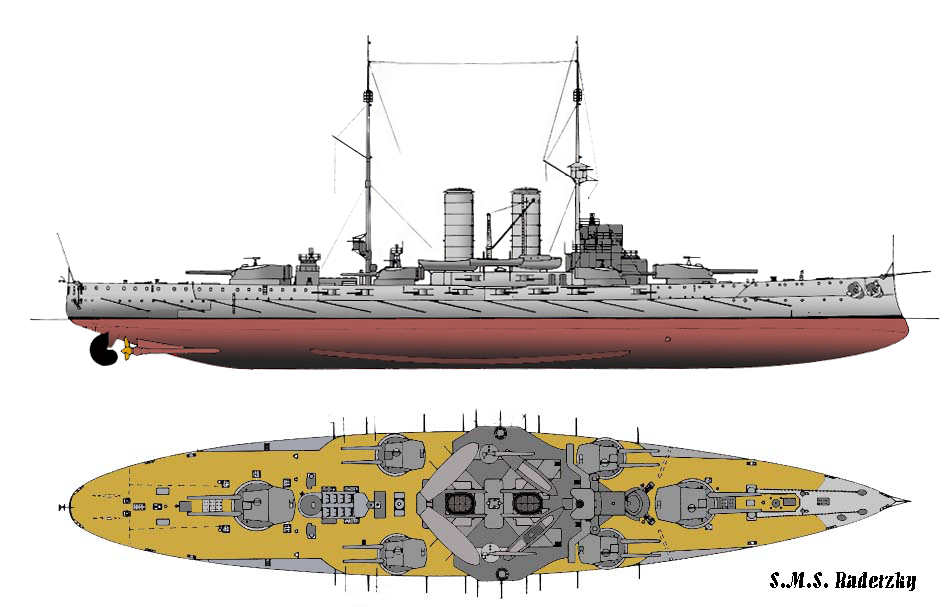
Radetzky-osztályú csatahajó tervrajza

Az Erzherzog Franz Ferdinand Triesztben épült a Stabilimento Tecnico Triestino cég hajógyárában. Gerincét 1907. szeptember 12-én fektették le és 1908. szeptember 8-án bocsátották vízre. Nevét I. Ferenc József 1908. március 31-én hagyta jóvá. Keresztelését Mária Annunciáta főhercegnő, a trónörökös húga végezte Ferdinánd Károly főhercegnek, a trónörökös öccsének jelenlétében. A hajó valamennyi anyaga (a fedélzet tikfája kivételével) a Monarchiából származott. Másfél hónappal vízre bocsátása után Muggiába vontatták felszerelése befejezésére. Egy éjszakai vihar során a legénység nélküli csatahajó leszakadt horgonyáról és órákon át sodródott, majd Izola mellett zátonyra futott. A tengerészet másnap reggel talált rá és a SMS Kaiser Karl VI. újra tengerre húzta, majd Pólába vontatta. Nyolcvan acéllemezét ki kellett cserélni. A munkát hátráltatta, hogy a hegesztők 1908-ban, a szegecselőmunkások pedig 1909-ben sztrájkba léptek Az Erzherzog Franz Ferdinand volt osztálya elsőként elkészülő tagja: 1910. június 5-én állt szolgálatba a Császári és Királyi Haditengerészetnél.
Bár az Erzherzog Franz Ferdinand építése a hadihajó-készítést forradalmasító HMS Dreadnought 1906-os vízre bocsátása után kezdődött, tervezése korábban történt, így konstrukciója alapvetően átmeneti, pre-dreadnought jellegű ("szemi-dreadnought"). A hajó hossza 137,5 m volt, szélessége 24,6 m, merülése 8,1 m. Vízkiszorítása 14 508 tonna volt, ami teljes harckészültségben, szénnel és lőszerrel megrakva 15 845 tonnára nőtt. A Radetzky-osztály többi tagjához hasonlóan kisebb méretű és tűzerejű volt, mint a rivális nagyhatalmak hasonló csatahajói, de így is egyike volt a Monarchia valódi nyílt-tengeri hadihajóinak. Hajtóművét két darab négyhengeres, háromszoros expanziójú gőzgép alkotta, amelyeket 12 db Yarrow-féle vízcsöves kazán látott el gőzzel. Az összesen 19 800 lóerős gépek két db 5,25 m átmérőjű, háromszárnyas propellert forgattak, amelyek 20,5 csomós (38 km/ó) végsebességet tettek lehetővé. Hatótávolsága 10 csomós utazósebességgel elérte a 7400 km-t (4000 tengeri mérföld). Fűtőanyagkészlete 1298–1854 t szén és 188 t fűtőolaj volt. Az Erzherzog Franz Ferdinand volt az osztrák-magyar hadiflotta első olyan hajója, amely kazánjait szénnel és olajjal is lehetett fűteni.
A csatahajó elsődleges fegyverzetét négy darab 30,5 cm-es (12 hüvelykes) L45 Skoda ágyú alkotta, amelyeket két lövegtoronyba (egy a hajó elején, egy a végén) osztottak. Az ágyúkhoz 150 páncéltörő és 150 gyújtógránátot adtak ki. A másodlagos fegyverzethez 8 db, szintén kettesével elhelyezett 24 cm-es L45 Skoda (160 páncéltörő, 360 gyújtógránát), míg a harmadlagoshoz 20 db egyedi elhelyezésű 10 cm-es és 4 db 3,7 cm-es gyorstüzelő ágyú tartozott. A hajó három 45 cm-es torpedóvető csővel is fel volt szerelve (kettő oldalt, egy a taton), amikhez 10 torpedót vitt magával.
Páncélzata a vízvonal fölötti övben 100 és 230 mm között volt, a fedélzetet 36–48 mm, a vezérlőtornyot 250 mm, a fő lövegtornyokat 250 mm, a tűzvezető tornyot 40 mm páncél védte. A felszereléshez tartozott még egy gőzbárka, egy motorcsónak és 15 kisebb-nagyobb evezős csónak. A csatahajó vizuális ismertetőjegyei a következők voltak: két árbóc, két kémény, a kettesével elhelyezett 24 cm-es lövegek a hajó oldalain, a jobb oldali csónakdaru a taton, míg a bal oldali az orrban volt elhelyezve.
Személyzete szolgálatba állásakor, harckészültségben 30 tisztből és 846 matrózból állt. A tartalékban ez 16 + 479, felszerelési készenlétben pedig  7 + 238 főre csökkent.

## A világháború előtt

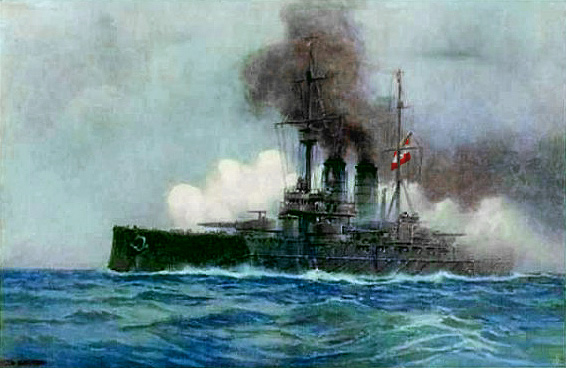
Az Erzherzog Franz Ferdinand korabeli levelezőlapon

Az Erzherzog Franz Ferdinand a Nyári Hajóraj 1. hajórajában kezdte szolgálatát előbb mint Anton Haus, majd Alois von Kunsti ellentengernagyok zászlóshajója. 1911 tavaszán gyakorlóútra ment Szmirnába, érintve a görög szigeteket is. Visszaútján megállt Korfun, ahol a hajót meglátogatta II. Vilmos német császár. Augusztus 22-25. között a csatahajón tartózkodott névadója, Ferenc Ferdinánd, aki egy partraszállási gyakorlómanővert vezényelt. 1912 márciusában lőgyakorlatot, majd harcászati gyakorlatot hajtott végre a trónörökös jelenlétében. 1912 tavaszán (március 26-i indulással) újabb kelet-földközi-tengeri útra került sor, melynek során érintette Korinthoszt és Kefalóniát. Ősszel az Égei-tengeren járőrözött az SMS Admiral Spaun cirkáló és két romboló társaságában. Miután visszatért Pólába, a flottát a balkáni háború fellángolása miatt készültségbe helyezték.
A következő évben részt vett a balkáni háború miatti nemzetközi tiltakozó akcióban. Rajta kívül jelen volt a brit HMS King Edward VII és az olasz Ammiraglio di Saint Bon csatahajó, a francia Edgar Quinet páncélos cirkáló és a német SMS Breslau könnyűcirkáló. Az angol Cecil Burney parancsnoksága alatt álló nemzetközi hajóraj legfontosabb tevékenysége a montenegrói tengerpart blokád alá helyezése volt. A blokádot azért hozták létre, hogy megakadályozzák a Scutarit ostromló montenegróiak szerb utánpótlását.  A külső nyomás hatására Szerbia visszavonta erőit Scutaritól, amit aztán nemzetközi erők szálltak meg.
A blokád során az Erzherzog Franz Ferdinand kísérleteket végzett a francia Donnet-Lévêque cég által gyártott hidroplánok katonai alkalmazásával, de a parancsnokság nem volt elégedett az eredményekkel, a fedélzeten nem volt elég hely a repülőgépnek és elég daru sem állt rendelkezésre a gép fedélzetre emeléséhez. A hidroplánokat végül egy Teodo-beli hangárban helyezték el. Az év második felében tüzérségi irányzékokat szereltek fel a 30,5 cm-es és a 24 cm-es lövegekhez. 1913-ban szolgálatba álltak az új, dreadnought típusú, Tegetthoff-osztályú csatahajók és az Erzherzog Franz Ferdinand és testvérhajói a Tartalék Hajórajba kerültek át, amelynek az Erzherzog a zászlóshajója lett.

### Az első világháborúban
A hajó névadóját, Ferenc Ferdinándot 1914. június 28-án meggyilkolták és kitört az első világháború. Az osztrák-magyar hadiflotta főerői ekkor a Radetzky- és Tegetthoff-osztályú, valamint az elavultabb Habsburg- és Erzherzog Karl-osztályú csatahajókból álltak. Július végén az egész flottát készültségbe helyezték, hogy szükség esetén támogassák az antant-hajók által üldözött német Goeben csatacirkáló és Breslau könnyűcirkáló Törökországba jutását. Az osztrák-magyar hajóraj egészen Brindisiig lehajózott, de ekkor eljutott hozzájuk a németek sikeres kitörésének híre és egy lövés leadása nélkül visszatértek kikötőikbe. 1915. március 1-én Károly Ferenc József főherceg meglátogatta a hajót.
1915. május 23-án, éjjel kettő és négy óra között megérkezett Pólába a hír, hogy Olaszország belépett a háborúba. Az Erzherzog Franz Ferdinand és a flotta többi tagja kifutott, hogy lőjék az olasz partvidéket. Elsődleges célpontjuk az anconai flottatámaszpont volt, majd utána a montenegrói kikötők. Ancona bombázása ellenállás nélkül zajlott és sikeresnek volt mondható. A kikötőben megsemmisítettek egy olasz gőzöst, valamivel délebbre pedig súlyosan megrongálták a Turbine rombolót. Kilőtték a partvédelmi ütegeket, komoly károk keletkeztek a kikötő és a környékbeli kisvárosok épületeiben, valamint megsérült az anconai vasúti pályaudvar is. A célpontok közé tartoztak a dokkok, raktárak, olajtartályok, rádióállomások és a helyi laktanya. A bombázásban 63 olasz halt meg, civilek és katonák egyaránt. Mire Tarantóból és Brindisiből odaértek az olasz hadihajók, az osztrák-magyar flotta már biztonságban visszatért Pólába.
A támadás célja az volt, hogy késleltessék az olasz hadsereg felvonulását az osztrák határra. A meglepetésszerű akció miatt az olaszok csak két héttel később tudtak felfejlődni az Alpoknál; így a bécsi hadvezetésnek volt ideje, hogy a balkáni és keleti frontról csapatokat irányítson át.
A háború egész ideje alatt Erzherzog Franz Ferdinand-ot csak 1915. május 30-án érte sérülés, amikor egy olasz légitámadás során igyekezett elkerülni a bombákat és eközben összeütközött egy rombolóval. A romboló a The New York Times állítása szerint elsüllyedt, de ezt más forrás nem erősíti meg. Ezután a flotta a háború végéig beszorult Pólába. Anton Haus tengernagy szándékosan visszafogta az akciókat, mert attól tartott, hogy az olaszok meg akarják szállni Dalmáciát. A szűkös szénmennyiséget is inkább az erősebb Tegetthoff-csatahajóknak tartogatták. Az Otrantói-szoros blokádja miatt a flotta beszorult az Adriára és Haus inkább a tengeralattjárók és aknák segítségével gondolta csökkenteni az antant flottájának nyomasztó fölényét.

### A háború után
A padovai fegyverszünet véget vetett a Monarchia és Olaszország közötti hadiállapotnak. Feltételei alapján Bécsnek át kellett adnia három csatahajót. Az olaszok eredetileg a három megmaradt Tegetthoff-osztályú hajót akarták, de a fegyverszünet életbe lépése előtt három nappal olasz búvárok elsüllyesztették a Viribus Unitis-t, így helyette az Erzherzog Franz Ferdinand hajózott Velencébe. A csatahajó részt vett az 1919 márciusában tartott olasz győzelmi díszszemlén. A saint-germaini béke véglegesen Olaszországnak ítélte a hajót. Ezután már nem történt vele említésre méltó esemény és 1926-ban lebontották.

## Fordítás
- Ez a szócikk részben vagy egészben  a   SMS Erzherzog Franz Ferdinand című angol Wikipédia-szócikk ezen változatának fordításán alapul.  Az eredeti cikk szerkesztőit annak laptörténete sorolja fel. Ez a jelzés csupán a megfogalmazás eredetét és a szerzői jogokat jelzi, nem szolgál a cikkben szereplő információk forrásmegjelöléseként.